# 九龙镇 (邻水县)
九龙镇，是中華人民共和國四川省鄰水縣下辖的一个乡镇级行政单位。2019年12月，撤销风垭乡，将所属行政区域划归九龙镇管辖。

## 行政区划
九龙镇下辖以下地区：
文昌街社區、新興街社區、八角村、農華村、華光村、關堂村、打鼓山村、朝陽村、衛星村、補巴橋村、解偉村、觀音村、店子村、螺絲溝村、七星村、馬鹽村、黃泥村、羊鹿村、里仁村、桂林村、寒婆寺村、拱背村。